# Dynamena ogasawarana
Dynamena ogasawarana is een hydroïdpoliep uit de familie Sertulariidae. De poliep komt uit het geslacht Dynamena. Dynamena ogasawarana werd in 1974 voor het eerst wetenschappelijk beschreven door Hirohito. 